# Lingua creola delle Antille
Il creolo delle Antille è un idioma creolo derivato dal francese e parlato nelle Antille minori. Sia la grammatica che il vocabolario contengono inoltre elementi di derivazione caribica e africana. Pur essendo imparentato con il creolo haitiano, possiede una serie di elementi caratteristici.

## Diffusione
Il creolo delle Antille è diffuso in diverse isole caraibiche: Dominica, Grenada, Guadalupa, Martinica, Saint-Barthélemy, Saint Martin, Saint Vincent, Saint Lucia, Trinidad e Tobago. Il numero dei parlanti si aggira intorno al milione.
Rispetto al passato, tuttavia, il creolo della Antille risulta oggi meno diffuso. Le cause di questo declino sono la globalizzazione culturale e la colonizzazione inglese avvenuta tra il XVII e il XIX secolo: quando gli inglesi sottrassero ai francesi diverse isole caraibiche, l'inglese si affermò come lingua ufficiale, relegando così il creolo in una posizione di inferiorità.
Il creolo basato sul francese risulta così scomparso dall'isola di Tobago (dove un tempo era la lingua della maggior parte della popolazione) e anche il numero dei parlanti a Grenada e Saint Vincent e Grenadine è in costante declino.
Al contrario, in Dominica (dove è chiamato Kwéyòl) e a Saint Lucia il creolo delle Antille  sta sperimentando una fase di rinascita: pur essendo l'inglese lingua ufficiale di entrambi gli stati, il creolo basato sul francese è passato dall'essere considerato segno di basso status socio-economico ad un elemento di orgoglio nazionale. I due stati, inoltre, fanno parte dell'Organizzazione internazionale della francofonia.

## Esempi
- Buongiorno-Bonjou, Bonzou, Bonhou /bonzu/.
- Per favore-Souplé /su plɛ/.
- Grazie-Mèsi /mɛsi/.
- Mi scusi-eskizé mwen.
- La pioggia cade-Lapli ka tonbé, Lapli ap(e) tonbe (haitiano).
- Oggi è un bel giorno-Jodi-a sé yon bel jou, Jodi-a bel (haitiano).
- Come va?-Sa ka fèt?, Sa kap fet (haitiano).
- Anne è mia sorella/madre-Ann sé sè/manman mwen.
- Andy è mio fratello/padre/marito-Andi se fwè/papa/mari mwen.
- Lui sta andando in spiaggia-Li ka alé laplaj, L(i) ap(e) al(e) laplaj (haitiano).